# Wikipédia en pangasinan
Wikipédia en pangasinan (en pangasinan : Wikipedia Pangasinan) est l’édition de Wikipédia en pangasinan, langue philippine parlée dans l'île de Luçon aux Philippines. Elle est lancée le 30 septembre 2006,,,,. Son code est : pag.
Au 20 mars 2025, l'édition en pangasinan contient 2 609 articles et compte 9 066 contributeurs, dont 19 contributeurs actifs et 1 administrateur.

## Présentation

Aire de diffusion des langues philippines.
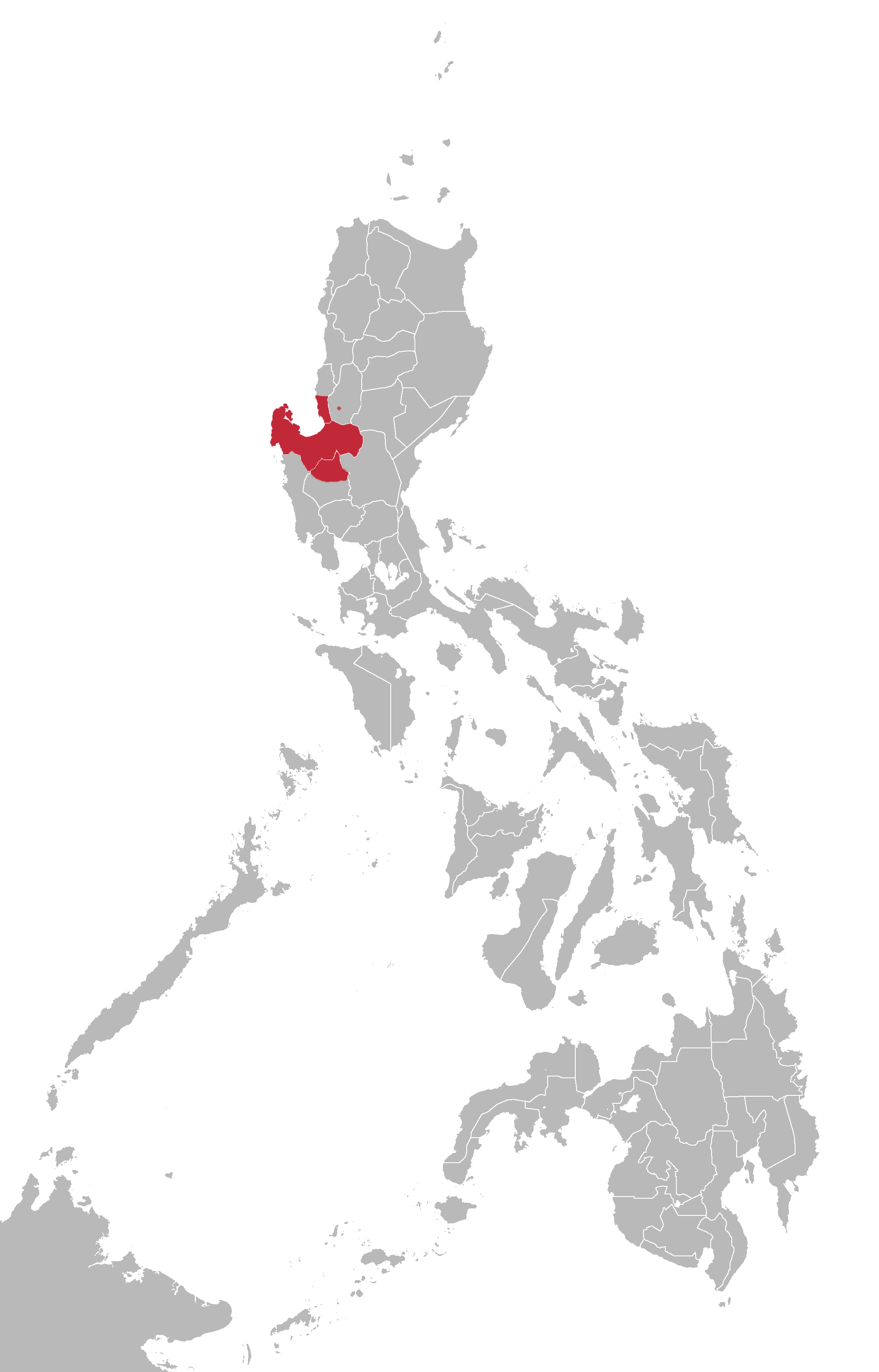
Aire de diffusion du pangasinan.

## Statistiques
- Le 9 mars 2015, l'édition en pangasinan compte 4 982 articles et 3 804 utilisateurs enregistrés[6], ce qui en fait la 153e[7] édition linguistique de Wikipédia par le nombre d'articles et la 255e[8] par le nombre d'utilisateurs enregistrés, parmi les 287 éditions linguistiques actives.
- Le 26 octobre 2022, elle contient 2 565 articles et compte 7 654 contributeurs, dont 11 contributeurs actifs et 1 administrateur.
- Le 7 septembre 2024, elle contien 2 572 articles et compte 8 766 contributeurs, dont 15 contributeurs actifs et 1 administrateur.